# 苋楔孢黑粉菌
苋楔孢黑粉菌（学名：Thecaphora amaranthi）是属于黑粉菌目黑粉菌科楔孢黑粉菌属的一种真菌，寄生在苋属植物上。该种分布于中国、俄罗斯、罗马尼亚、阿根廷、厄瓜多尔等地。